# Peleteria seabrai
Peleteria seabrai är en tvåvingeart som beskrevs av Guimaraes 1962. Peleteria seabrai ingår i släktet Peleteria och familjen parasitflugor. Inga underarter finns listade i Catalogue of Life.